# Kaltakiye, Ceyhan
Kaltakiye là một xã thuộc huyện Ceyhan, tỉnh Adana, Thổ Nhĩ Kỳ.